# أنتوني جونز
أنتوني جونز (بالإنجليزية: Anthony Jones)‏ هو لاعب كرة قدم أمريكية أمريكي، ولد في 16 مايو 1960 في بالتيمور في الولايات المتحدة.